# Aldeia Gavinha
Aldeia Gavinha é uma povoação portuguesa do Município de Alenquer que foi sede da extinta Freguesia de Aldeia Gavinha, freguesia que tinha  8,25 km² de área e 1 142 habitantes (2011), e, portanto, uma densidade populacional de 138,4 hab/km².
A Freguesia de Aldeia Gavinha foi extinta (agregada), em 2013, no âmbito de uma reforma administrativa nacional, tendo sido agregada à freguesia de Aldeia Galega da Merceana, para formar uma nova freguesia denominada União das Freguesias de Aldeia Galega da Merceana e Aldeia Gavinha com sede em Aldeia Galega da Merceana.

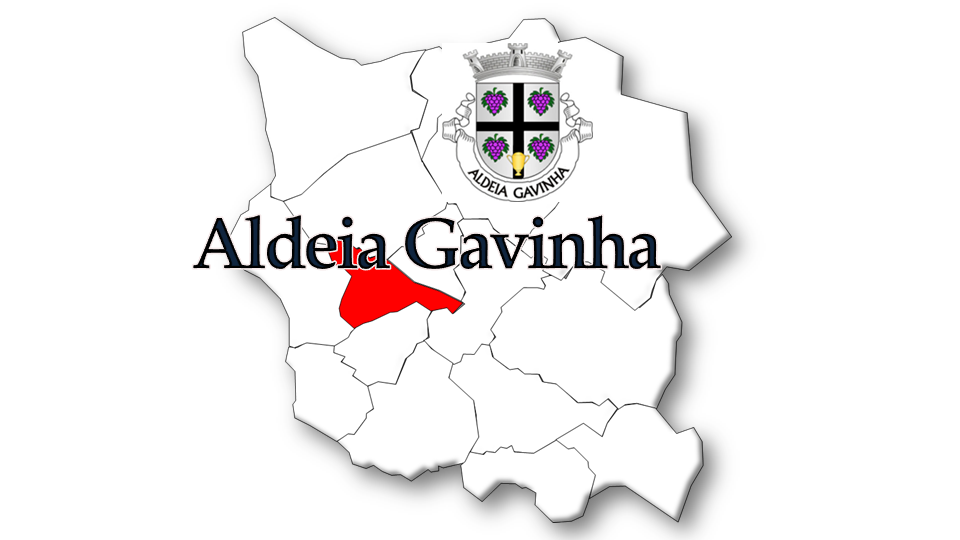
Localização da antiga Freguesia de Aldeia Gavinha no Município de Alenquer

Grupos etários em 2001 e 2011			

| Nº de habitantes | Nº de habitantes | Nº de habitantes | Nº de habitantes | Nº de habitantes | Nº de habitantes | Nº de habitantes | Nº de habitantes | Nº de habitantes | Nº de habitantes | Nº de habitantes | Nº de habitantes | Nº de habitantes | Nº de habitantes | Nº de habitantes | Nº de habitantes |
| ---------------- | ---------------- | ---------------- | ---------------- | ---------------- | ---------------- | ---------------- | ---------------- | ---------------- | ---------------- | ---------------- | ---------------- | ---------------- | ---------------- | ---------------- | ---------------- |
| Censo            | 1864             | 1878             | 1890             | 1900             | 1911             | 1920             | 1930             | 1940             | 1950             | 1960             | 1970             | 1981             | 1991             | 2001             | 2011             |
| Habit            | 875              | 1 035            | 1 162            | 1 279            | 1 210            | 1 232            | 1 589            | 1 628            | 1 742            | 1 547            | 1 379            | 1 445            | 1 211            | 1 173            | 1 142            |
| Varº             |                  | +18%             | +12%             | +10%             | -5%              | +2%              | +29%             | +2%              | +7%              | -11%             | -11%             | +5%              | -16%             | -3%              | -3%              |

|     | 0-14 anos  | 15-24 anos | 25-64 anos | 65 e + anos |
| Hab | 159 \| 137 | 122 \| 118 | 616 \| 592 | 276 \| 295  |
| Var | -14%       | -3%        | -4%        | +7%         |

## Economia
Em termos económicos, a Aldeia Gavinha vive da agricultura, vitivinicultura, indústria, comércio e serviços.

## Património
- Casa Museu Palmira Bastos
- Igreja Matriz (Santa Maria Madalena)
- Capela do Espírito Santo
- Ruínas da capela de S. Sebastião
- Fonte gótica

## Colectividades
As principais colectividades existentes nesta localidade são:
- Associação Recreativa Os Reunidos
- Centro Recreativo e Cultural de Freixial do Meio
- Centro Cultural e Recreio do Tojal
- Centro de Convívio de Montegil
- Grupo Cénico Palmira Bastos